# Konosuke Kusazumi
Konosuke Kusazumi (草住 晃之介 Kusazumi Konosuke?), född 12 juli 2000 i Tokyo prefektur, är en japansk fotbollsspelare.
Kusazumi började sin karriär 2017 i FC Tokyo.